# Bistum Teruel y Albarracín
Das Bistum Teruel y Albarracín (lateinisch Dioecesis Terulensis et Albarracinensis) ist eine in Spanien gelegene römisch-katholische Diözese mit Sitz in Teruel.

## Weblinks

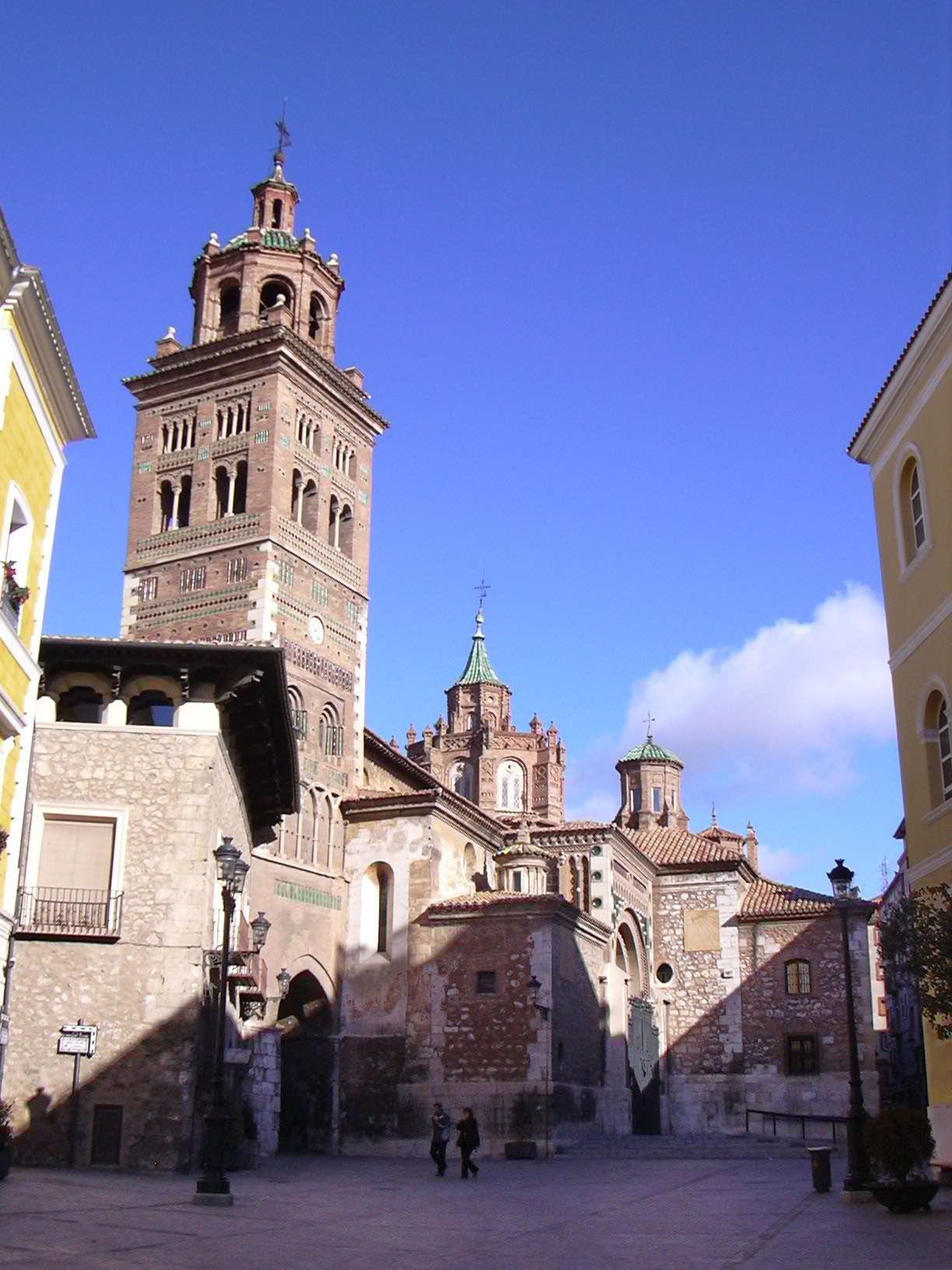
Kathedrale San Pedro in Teruel

## Geschichte
Das Bistum Teruel y Albarracín wurde am 31. Juli 1577 von Papst Gregor XIII. aus Gebietsabtretungen des Erzbistums Saragossa als Bistum Teruel errichtet. Es wurde dem Erzbistum Saragossa als Suffraganbistum unterstellt. Am 7. September 1851 wurde dem Bistum Teruel das Bistum Albarracín angegliedert. Das Bistum Teruel-Albarracín wurde am 11. August 1984 in „Bistum Teruel y Albarracín“ umbenannt.